# Lutgarda de Toulouse
Lutgarda de Toulouse y Auvernia (945-978) fue hija del conde de Tolosa Ramón Ponce I y de su esposa Garsinda de Rouergue.

## Biografía
Se casó en el año 968 con el conde de Barcelona Borrell II, con el cual tuvo cuatro hijos:
- Ramon Borrell (972-1017), conde de Barcelona.
- Ermengol I (975-1011), conde de Urgell.
- Ermengarda de Barcelona (980-1030), casada con el vizconde Geribert de Barcelona.[1]
- Riquilda de Barcelona, casada con el vizconde Udalardo I de Barcelona.[2]